# ريكاردو فرناندس (لاعب كرة قدم برتغالي)
ريكاردو فرناندس (بالبرتغالية: Ricardo Miguel Coelho Fernandes‏) هو لاعب كرة قدم برتغالي، ولد في 29 سبتمبر 1991 في فونشال في البرتغال. لعب مع نادي أونياو دا ماديرا وناسيونال ماديرا.

## وصلات خارجية
- ريكاردو فرناندس على موقع قاعدة بيانات كرة القدم.إي يو (الإنجليزية)
- ريكاردو فرناندس على موقع Soccerway.com (الإنجليزية)